# Blitz (2024)
Blitz is een Brits-Amerikaanse oorlogsfilm uit 2024, geschreven,geregisseerd en geproduceerd door Steve McQueen. De hoofdrollen worden vertolkt door Saoirse Ronan, Elliott Heffernan, Harris Dickinson, Erin Kellyman, Stephen Graham en Paul Weller.

## Verhaal
George (Elliott Heffernan) is een negenjarige jongen tijdens de Blitz op Londen in de Tweede Wereldoorlog, wiens moeder Rita (Saoirse Ronan) hem in veiligheid brengt op het Engelse platteland. George is vastbesloten om terug te keren naar Rita en zijn grootvader Gerald (Paul Weller in zijn acteerdebuut) in Oost-Londen. Hij gaat op avontuur maar komt in groot gevaar terecht, terwijl een radeloze Rita op zoek gaat naar haar vermiste zoon.

## Rolverdeling
| Acteur              | Personage            |
| ------------------- | -------------------- |
| Saoirse Ronan       | Rita                 |
| Elliott Heffernan   | George               |
| Leigh Gill          | Mickey Davies        |
| Harris Dickinson    | Jack                 |
| Erin Kellyman       | Doris                |
| Stephen Graham      | Albert               |
| Paul Weller         | Gerald, Rita's vader |
| Kathy Burke         | Beryl                |
| Benjamin Clementine | Ife                  |
| Alex Jennings       | Victor Smythe        |
| Joshua McGuire      | Clive                |
| Hayley Squires      | Tilda                |

## Productie
In november 2021 werd aangekondigd dat Steve McQueen een nieuwe speelfilm zou schrijven, regisseren en produceren met de titel Blitz voor New Regency, waarbij Lammas Park samen met Tim Bevan en Eric Fellner van Working Title Films zou produceren. In maart 2022 bevestigde McQueen dat zijn volgende project over Londenaren zou gaan tijdens de Blitz in de Tweede Wereldoorlog. In juni 2022 werd bekend dat Apple TV+ de distributierechten had verworven. De producenten voor New Regency zijn Arnon Milchan, Yariv Milchan en Michael Schaefer.
In september 2022 werd aangekondigd dat Saoirse Ronan de hoofdrol zal spelen. In december 2022 werden Harris Dickinson, Elliott Heffernan, Erin Kellyman, Stephen Graham en Kathy Burke aan de cast toegevoegd, samen met singer-songwriter Paul Weller in zijn speelfilmdebuut.

### Filmopnames
De belangrijkste filmopnames begonnen in november 2022 in Londen. De Leavesden Studios werd als basis gebruikt. In januari 2023 vonden de opnames plaats in de buurt van het Londense Waterloo-station. Later die maand werd er ook aan de rivier de Theems in Wapping gefilmd. Er werd in januari 2023 gefilmd in de Londense wijk Greenwich. In februari 2023 werd er twee weken gefilmd in het oude centrum van Hull.

## Release
Blitz ging op 9 oktober 2024 in première als openingsfilm van het BFI London Film Festival alvorens op Apple TV+ gestreamd te worden vanaf 22 november 2024.

## Prijzen en nominaties
De belangrijkste:
| Jaar | Prijs                 | Categorie                    | Genomineerde(n)                                                       | Uitslag                       |
| ---- | --------------------- | ---------------------------- | --------------------------------------------------------------------- | ----------------------------- |
| 2025 | Critics Choice Awards | Beste jonge acteur / actrice | Elliott Heffernan                                                     | Uitreiking op 12 januari 2025 |
| 2025 | Satellite Awards      | Beste kostuums               | Jacqueline Durran                                                     | Uitreiking op 26 januari 2025 |
| 2025 | Satellite Awards      | Beste filmsong               | Nicholas Britell, Steve McQueen en Taura Stinson, voor: "Winter Coat" | Uitreiking op 26 januari 2025 |